# Enzo Di Gianni
Enzo Di Gianni, pseudonimo di Vincenzo Esposito (Napoli, 26 giugno 1908 – Roma, 3 marzo 1975), è stato un poeta, editore, regista compositore e sceneggiatore italiano.

## Biografia
Poeta (nel 1928 pubblica un libro di liriche), nel 1935 comincia a interessarsi alla musica, divenendo in breve un apprezzato autore di canzoni napoletane (fra le più conosciute: Sì ttu (in gara al Festival di Napoli 1959), Nnammuratella, Dimme addò staje, Ammore busciardo, Madonnella), sceneggiate e commedie musicali.
Nel 1948, sfruttando i suoi successi, si improvvisa produttore, traendo una pellicola dalla sua canzone Ammore busciardo; il film, intitolato Monaca santa, viene diretto da Guido Brignone. Di Gianni in seguito diviene soggettista, sceneggiatore e regista di opere destinate prevalentemente al mercato del Sud Italia: un misto di sceneggiata e canzoni di successo popolare.
Negli anni sessanta produce e dirige film di diverso genere.
Le sue canzoni e i suoi primi film sono interpretati dalla moglie Eva Nova.

## Filmografia

### Regista
- Le due madonne, co-regia con Giorgio Simonelli (1949)
- Destino, co-regia con Domenico Gambino (1951)
- Pentimento (1952)
- Madonna delle rose (1953)
- I milanesi a Napoli (1954)
- Incatenata dal destino (1956)
- Divorzio alla siciliana (1963)
- Scandali... nudi (1964)
- La guerra dei topless (1965)
- Giorno caldo al Paradiso Show (1966)
- American Secret Service (1968)

### Soggetto
- Monaca santa, regia di Guido Brignone (1948)

### Sceneggiatore
- Che femmina!! e... che dollari!, regia di Giorgio Simonelli (1961)
- Rocco e le sorelle, regia di Giorgio Simonelli (1961)

### Produttore
- Le due madonne, regia di Enzo Di Gianni e Giorgio Simonelli (1949)
- Destino, regia di Enzo Di Gianni e Domenico Gambino (1951)
- Pentimento, regia di Enzo Di Gianni (1952)
- I milanesi a Napoli, regia di Enzo Di Gianni (1954)
- Pesci d'oro e bikini d'argento, regia di Carlo Veo (1961)
- Rocco e le sorelle, regia di Giorgio Simonelli (1961)
- Giorno caldo al Paradiso Show, regia di Enzo Di Gianni (1966)